# Moondog's Rock And Roll Party

Moondog's Rock And Roll Party était une émission de radio de rock 'n' roll présentée par Alan Freed à partir de 1951 qui a contribué à la diffusion du genre musical dans les années 1950 aux États-Unis.

## L'émission
L'émission est diffusée chaque mercredi de 23h00 à 2 heures du matin sur WJW, une radio de Cleveland, à partir de juillet 1951. C'est la première diffusion du rock 'n' roll à une large audience. Alan Freed y diffuse des chansons de rhythm and blues ou de doo-wop interprétées principalement par des artistes noirs — les précurseurs du rock 'n' roll —, pour des auditeurs majoritairement blancs. Il aurait trouvé son nom au rock 'n' roll en reprenant une expression en usage depuis les années 1930 dans certaines chansons de rhythm & blues et qui signifie en argot « danser » ou « faire l'amour ». Le nom Moondog est de Moondog Symphony, un morceau instrumental de Louis T. Hardin (lui-même surnommé Moondog) qui sert de générique à l'émission.
Le 21 mars 1952, Freed crée la première Moondog Coronation Ball, soirée présentant des concerts des artistes diffusés dans son émission.
En septembre 1954, Freed est engagé par WINS, une grande radio new yorkaise.